# Palaeamathes mesoscia
Palaeamathes mesoscia là một loài bướm đêm trong họ Noctuidae.